# Vanga (Kenia)
Vanga in die südlichste Stadt Kenias und liegt am Indischen Ozean.
Das  Küstenstädtchen an der Grenze zu Tansania ist touristisch wenig erschlossen. Zu erreichen ist der von Mangroven und Sümpfen umgebene Ort nur über eine 17 km lange Lateritstraße vom nördlich gelegenen Grenzort Lunglunga aus. Durch Vanga fließt der aus den Usambara-Bergen in Tansania entsprungene Limba River und mündet hier ins Meer. Vor der Küste liegt der Kisite-Mpunguti Marine National Park. In Strandnähe befindet sich ein altes Zollgebäude aus der britischen Kolonialzeit des 19. Jahrhunderts, als der Ort noch „Wanga“ genannt wurde.